# Meurs Libre Prod
Pour les articles homonymes, voir MLP.
Meurs Libre Prod (MLP) est un label discographique indépendant guinéen de musique urbaine, basé à  Conakry.

## Histoire
Le label est fondé en 2004 en Guinée, et se consacre aux musiques urbaines. Meurs Libre Prod est spécialisé dans l’événementiel, ingénierie culturelle, médiation culturelle et productions d’œuvres musicales. Il appartient à la SARL Degg J Force 3 Bankhi, et possède son propre studio, Mach Allah Studios. En août 2013, le label s'implante sous le nom de MLP Boss à Montréal, Québec, au Canada, dans l'objectif de promouvoir leurs productions à l'international.
Le 29 juillet 2014, lors d'un concert sur la plage de Rogbané, à Conakry, les groupes Banlieuz'Art et Instinct Killers célébraient la fin du ramadan. Un drame tragique est survenu, faisant au moins 24 morts. À cette occasion, une semaine de deuil national est décrétée par le président de la République Alpha Condé. Le directeur général de la structure organisatrice MLP est arrêté et incarcéré à la maison centrale de Conakry[source insuffisante].

## Urban Afreeka
L'Urban Afreeka fait venir des producteurs de festival, des tourneurs, des diffuseurs, des professionnels de la musique internationale et sous-régionale pour pouvoir vendre la musique urbaine guinéenne.

## Guinée Urban Tour
Le label organise également une tournée annuelle baptisée le Guinée Urban Tour, essentiellement en Europe et en Amérique du Nord.

## Artistes notables

### Actuels
- Degg J Force 3, groupe guinéen formé en 1997[1]
- Khady, rappeuse guinéenne
- Masta X.

### Anciens
- King Alasko (2021)[6]
- Banlieuz'Art (27 décembre 2019)
- Instinct Killers